# Franz Peer
Franz Peer (1. listopadu 1853 Dyjákovice – 1938 Dyjákovice) byl rakouský a československý politik, na počátku 20. století poslanec Moravského zemského sněmu a starosta Dyjákovic.

## Životopis
Narodil se v Dyjákovicích v rodině čtvrtláníka Franze Peera. Roku 1882 se oženil s Klarou Peer, dcerou pololáníka Floriana Peera, jehož usedlost Franz Peer převzal. Během vojenské služby se účastnil tažení do Bosny a Hercegoviny v roce 1878.
Byl aktivní v místní politice v Dyjákovicích, jedné z bašt křesťanskosociálního hnutí na jižní Moravě. Od roku 1891 byl členem obecního výboru. V roce 1896 tam založil a vedl Družstevní konzumní spolek křesťanských rolníků. V letech 1900–1903 a 1906–1909 zastával post místního starosty, v letech 1914–1919 byl obecním radním. Z pozice starosty se dostal do čela křesťanskosociální politiky na jižní Moravě a v roce 1907 stál u zrodu Rolnického svazu (Bauernbund). Profiloval se tudíž nejen jako politik křesťanský, ale i rolnický.
V moravských zemských volbách 1906 byl zvolen poslancem Moravského zemského sněmu za německé venkovské obce skupiny Moravský Krumlov, Jaroslavice, atd., když porazil starostu Micmanic Josefa Haase. Na sněmu hájil zájmy zemědělců a chtěl demokratizaci volebního práva v obcích. Na sněmu ale ani jednou nevystoupil. Ve zemských volbách 1913 již nekandidoval.
Ve volbách do Říšské rady v roce 1907 kandidoval za venkovské obce Mikulovska a Jaroslavicka, ale ve druhém kole jej porazil německý lidovec Josef Brunner.